# Storegården
Storegården (auch Storegård, Manhögarna oder Barsebäck 3:1 genannt) ist ein 1929 untersuchtes Ganggrab mit einer Sektionseinteilung bei Barsebäck in der Gemeinde Kävlinge in Schonen in Schweden. Der Hügel hat 25 m Durchmesser. Die Kammerlänge liegt über sechs Meter, die Breite beträgt etwa zwei Meter. Der Gang hat eine Länge von über fünf Metern. Damit gehört es neben dem Gillhög zu den größten Megalithanlagen in Südschweden, die zwischen 3500 und 2800 v. Chr. entstanden. Das Ganggrab ist eine Bauform jungsteinzeitlicher Megalithanlagen, die aus einer Kammer und einem baulich abgesetzten, lateralen Gang besteht. Diese Form ist primär in Dänemark, Deutschland und Skandinavien, sowie vereinzelt in Frankreich und den Niederlanden zu finden.
Für die archäologische Forschung ist Storegård durch die große Menge an gefundener Töpferei wichtig, die aus dem Mittelneolithikum der Trichterbecherkultur (TBK) stammt. Sie wurde u. a. auch in den schonischen Anlagen Gillhög, Örenäsgånggriften und Vester Hoby gefunden. Herauszustellen ist die reiche Darstellung der jüngsten Phase der TBK-Keramik, (Style IV – Stil 4) und der Fund von über 300 Bernstein-Perlen.
Westlich von Barsebäck liegen die Tremannahögarna.